# Vee Cliffs
Die Vee Cliffs (englisch für V-Kliffs) sind steile, hauptsächlich vereiste und 6 km lange Kliffs im Süden der antarktischen Ross-Insel im Ross-Archipel. Sie ragen zwischen den Mündungen des Aurora- und des Terror-Gletschers auf.
Edward Adrian Wilson, der gemeinsam mit Thomas Vere Hodgson (1864–1926) diese Kliffs im November 1903 im Zuge der britischen Discovery-Expedition (1901–1904) besucht hatte, nahm die Benennung vor. Namensgebend sind zwei v-förmige Felsenkeile, die aus der Wandung des Kliffs hervorspringen.